# 格雷戈留斯 (小说)
《格雷戈留斯》是本特·奥尔松的瑞典语小说。这本书是对亚尔马·瑟德贝里著名小说《格拉斯医生》的重新诠释，从小说人物帕斯托尔·格雷戈留斯的视角讲述了这个故事。《格雷戈留斯》于2004年由阿尔贝·邦尼尔出版社出版，同年获奥古斯特奖。曾被翻译成英语、丹麦语、挪威语、芬兰语和荷兰语。

## 情节
该书的故事发生在20世纪初的一个夏天。场景主要位于斯德哥尔摩。这本书的主人公、牧师格雷戈留斯是一个非常不快乐的人。他不幸与年轻的赫尔加结婚，赫尔加一直厌恶自己的丈夫。格雷戈留斯对孩子有着强烈的渴望，但不幸的婚姻和他未能成功的生育让他怀疑自己能不能成为父亲。后来格雷戈留斯发现他的妻子不忠。他越发感觉到痛苦，似乎感觉到人们如何在他背后议论。
经过检查，格拉斯医生发现格雷戈留斯有心脏问题。医生让牧师休养，因此让他去波尔拉疗养院。在那里他遇到了同样不幸的有夫之妇安娜并开始与她发生了关系。然而，牧师很难让安娜在情感上接近他。牧师返回斯德哥尔摩，但通过信件与安娜联系。在那里，他再度遇到了格拉斯，他为牧师提供了一颗治疗他心脏病的药丸。牧师很高兴，却不知道医生想要谋杀他，他接过并吞下了药丸。小说至此结束。